# Dimachaerus
Dimachaerus (lm dimachaeri, stgr. διμάχαιροι) – gladiator walczący równocześnie dwoma krótkimi mieczami lub sztyletami. 
Nazwa ta powstała od rodzaju uzbrojenia, jakim była sieczno-kłująca machaira (stgr. μάχαιρα, łac. machaera). Walczący, szkoleni w oburęcznym posługiwaniu się tą bronią, nie używali hełmów, co uwidacznia rzymski relief odnaleziony w Amisus. Odnoszą się do nich późne i bardzo rzadkie źródła pisane, m.in. Artemidor wspominający w swym Senniku (II, 32) oraz wzmianki w zbiorach rzymskich inskrypcji von Orelliego (Inscriptionum Latinarum Selectarum Collectio, 1828) i de Boissieu (Inscriptions antiques de Lyon reproduites d’après les monuments ou recueillies dans les auteurs, 1846). Prowincjonalna inskrypcja nagrobna z galijskiego Lugdunum (Lyon) określa ten typ gladiatora spospolitowaną już nazwą dymacherus (CIL XIII, nr 1997).